# Hugo Fernández
Hugo Simón Fernández Díez (Lautaro, 8 settembre 1930 – Santiago del Cile, 18 marzo 2024) è stato un cestista cileno.

## Carriera
Con il Cile disputò i Giochi Olimpici di Helsinki 1952, segnando 22 punti in 8 partite.